# Classificació IKF
La classificació de la IKF, la Federació Internacional de Corfbol, és una llista que publica el Comitè de Competició d'aquesta federació que classifica les seleccions internacionals de corfbol atenent els resultats aconseguits els darrers quatre anys. Aquests resultats es ponderen per donar més valor als resultats més recents. A partir del 2007 inclou també el Campionat Júnior d'Àsia i Oceania i les divisions est i oest de l'European Bowl. La darrera actualització és de desembre de 2018.
| Pos. | Canvi | Selecció             | Pts.   |
| 1    | =     | Països Baixos        | 553.91 |
| 2    | =     | Xina Taipei          | 474.26 |
| 3    | =     | Bèlgica              | 423.76 |
| 4    | =     | Xina                 | 346.29 |
| 5    | =     | Alemanya             | 327.04 |
| 6    | =     | Anglaterra           | 272.10 |
| 7    | =     | Txèquia              | 262.84 |
| 8    | =     | Portugal             | 258.35 |
| 9    | 1     | Hongria              | 210.86 |
| 10   | 1     | Austràlia            | 192.64 |
| 11   | 2     | Hong Kong            | 186.74 |
| 12   | =     | Catalunya            | 164.94 |
| 13   | =     | Polònia              | 132.59 |
| 14   | 1     | República Dominicana | 87.21  |
| 15   | 1     | Sud-àfrica           | 86.22  |
| 16   | 1     | Nova Zelanda         | 70.90  |
| 17   | 1     | Eslovàquia           | 70.40  |
| 18   | 1     | Gal·les              | 66.74  |
| 19   | 1     | França               | 66.49  |
| 20   | 1     | Irlanda              | 66.44  |